# Renato Fucini
Renato Fucini, född 8 april 1843, död 25 februari 1921, var en italiensk författare.
Fucini var en ypperlig satiriker i sina fulländat uppbyggda sonetter i Cento sonetti in vernacolo pisano (1872). Mera känd blev han dock som prosaskribent med verk som Napoli a occhio nudo (1878), Le veglie di Neri (1884, utökad upplaga 1890), All'aria aperta (1887), Nella campagna toscana (1908) och Foglie al vento (1922). Verken utgör novellsamlingar med skisser över bondfolkets liv, präglade av skarpögd realism och bister humor, bägge förstärkta med inblandningar av toskanska dialektuttryck.